# 신선우
신선우(辛善宇, 1956년 2월 10일 ~ )는 대한민국의 전 농구 선수로, 현역 시절 포지션은 센터였다.

## 선수 시절
서울에서 태어나 광희초등학교, 용산중학교, 용산고등학교를 졸업하고 연세대학교에 진학했다. 이후 현대전자 실업팀에 있다가 1984년 은퇴한다. 1982년 아시안 게임에서 동기인 박수교 그리고 후배인 이충희와 박종천과 함께 금메달의 주역이었다.

## 지도자 시절
1990년대 현대전자(현재의 전주 KCC 이지스)감독에서 2005년 창원 LG 세이커스 감독으로 부임했지만, 2008년에 우승실패를 이유로 재계약 포기 및 문책성으로 경질되고 LG는 후임으로 강을준 감독으로 교체 했다. 신선우는 KBL 기술위원장으로 취임하다가, 2009년 12월 25일 김진 감독이 자진사퇴한 서울 SK 나이츠의 감독으로 부임하였다. 하지만, 성적부진으로 인해 2011년 4월 5일 감독직에서 사퇴하였고 잔여기간은 SK 기술고문직과 함께 문경은에게 감독직을 넘겨주게 된다.
이후에는 행정가로 전직, KBL 기술위원장을 거쳐 여자프로농구(WKBL)의 전무이사로 일했다. 2014년 최경환 총재가 사퇴함에 따라 총재 직무대행이 됐다.
2015년 7월 1일에는 제7대 여자프로농구(WKBL) 총재로 취임했으나, 첼시 리 사태에 휘말려 2018년 4월 19일에 연임을 포기하고 물러났다.
2021년에 인천 전자랜드 엘리펀츠를 인수한 대구 한국가스공사 페가수스의 총감독으로 영입되며 남자 농구계로 복귀했다. 그러나 2023년 6월 1일 유도훈 감독이 해임됐을 때 이민형 단장과 함께 동반 해임됐다.
- 1994년 ~ 2005년 전주 KCC 이지스
- 2005년 ~ 2008년 창원 LG 세이커스
- 2009년 ~ 2011년 서울 SK 나이츠
- 2021년 ~ 2023년 대구 한국가스공사 페가수스 총감독

## 출연 작품

### 영화
- 2022년 카터 - 농구 감독 역